# Castello di Amberley
Il castello di Amberley (in inglese Amberley Castle) si trova nella parrocchia civile di Amberley, a sud ovest di Horsham nella contea del West Sussex, in Inghilterra, Regno Unito. Il complesso, che risale al XII secolo, viene considerato un monumento classificato di primo grado per il suo particolare interesse storico e architettonico.

## Storia

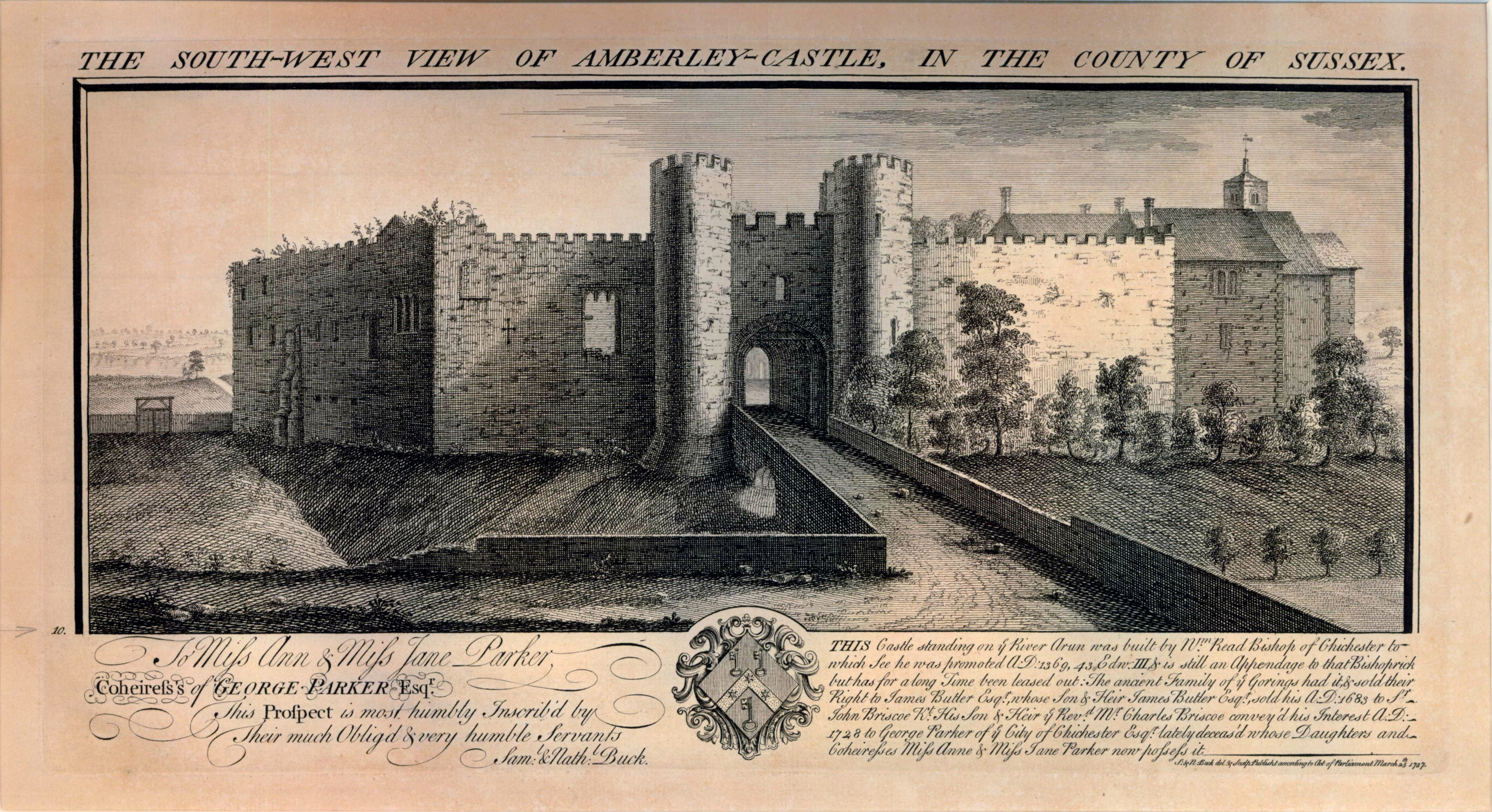
Incisione risalente al 1737 dal titolo La vista sud-occidentale di Amberley-Castle, nella contea del Sussex conservata presso il British Museum

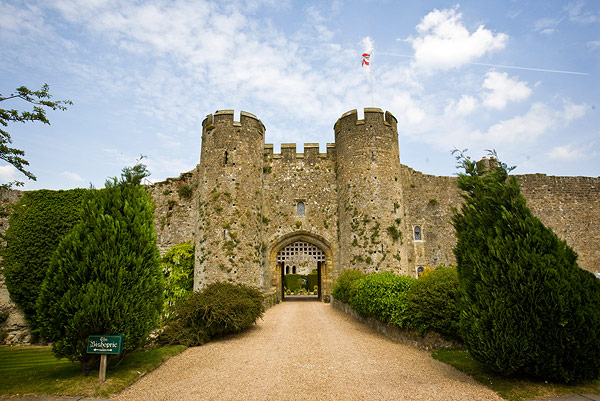
Accesso principale al castello

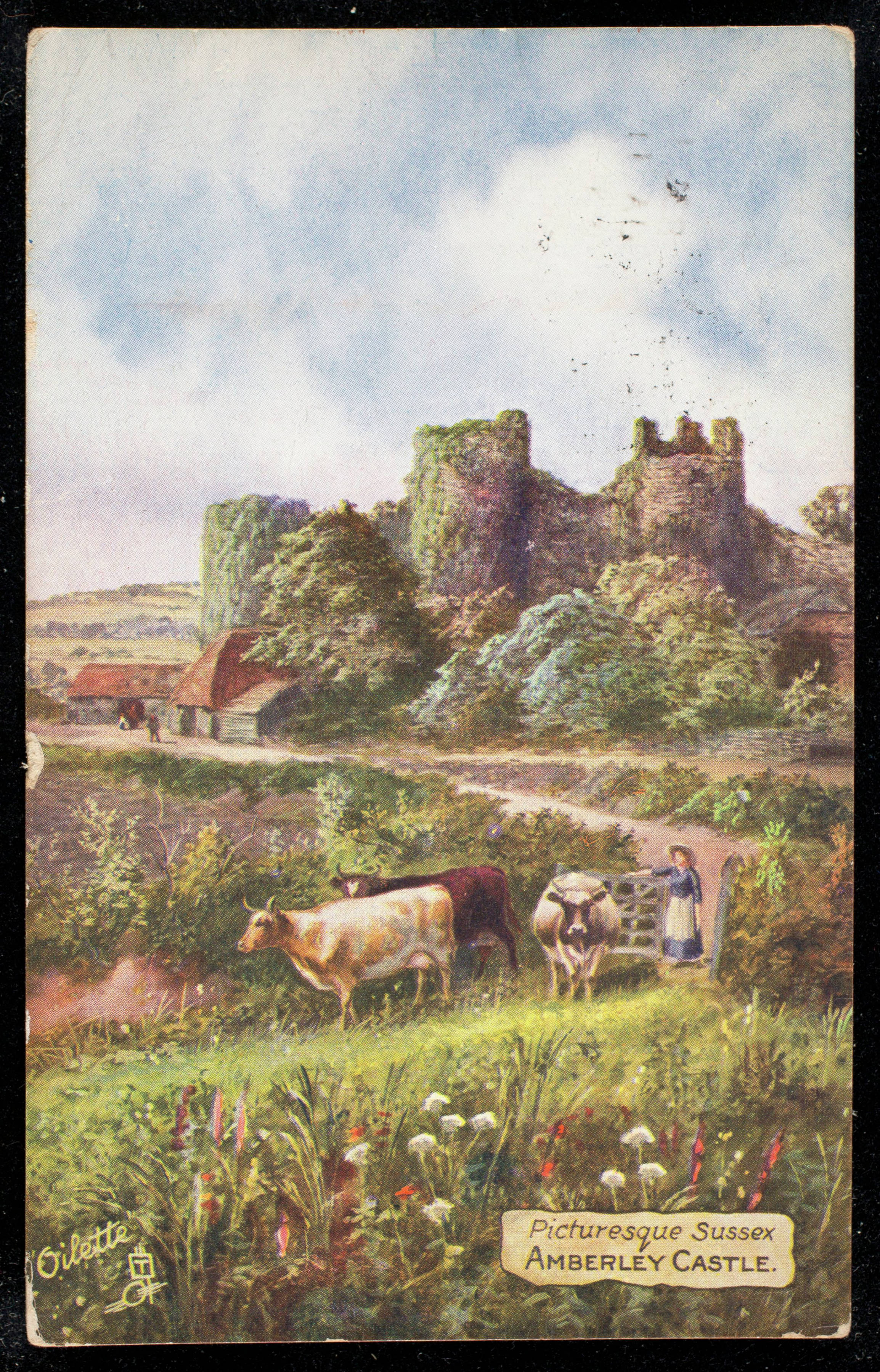
Castello di Amberley nel Sussex in un disegno del 1903

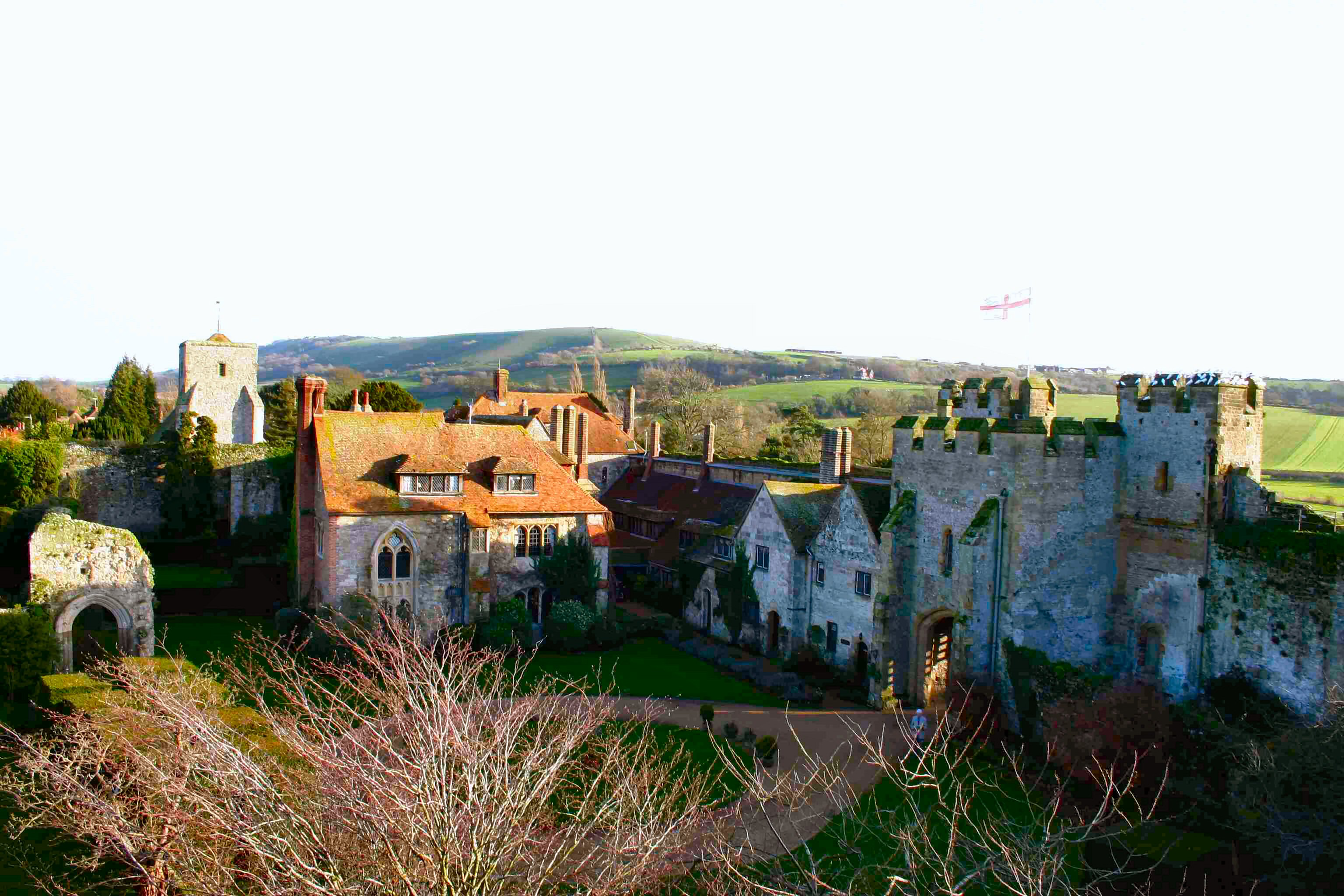
Complesso del castello di Amberley visto dall'alto

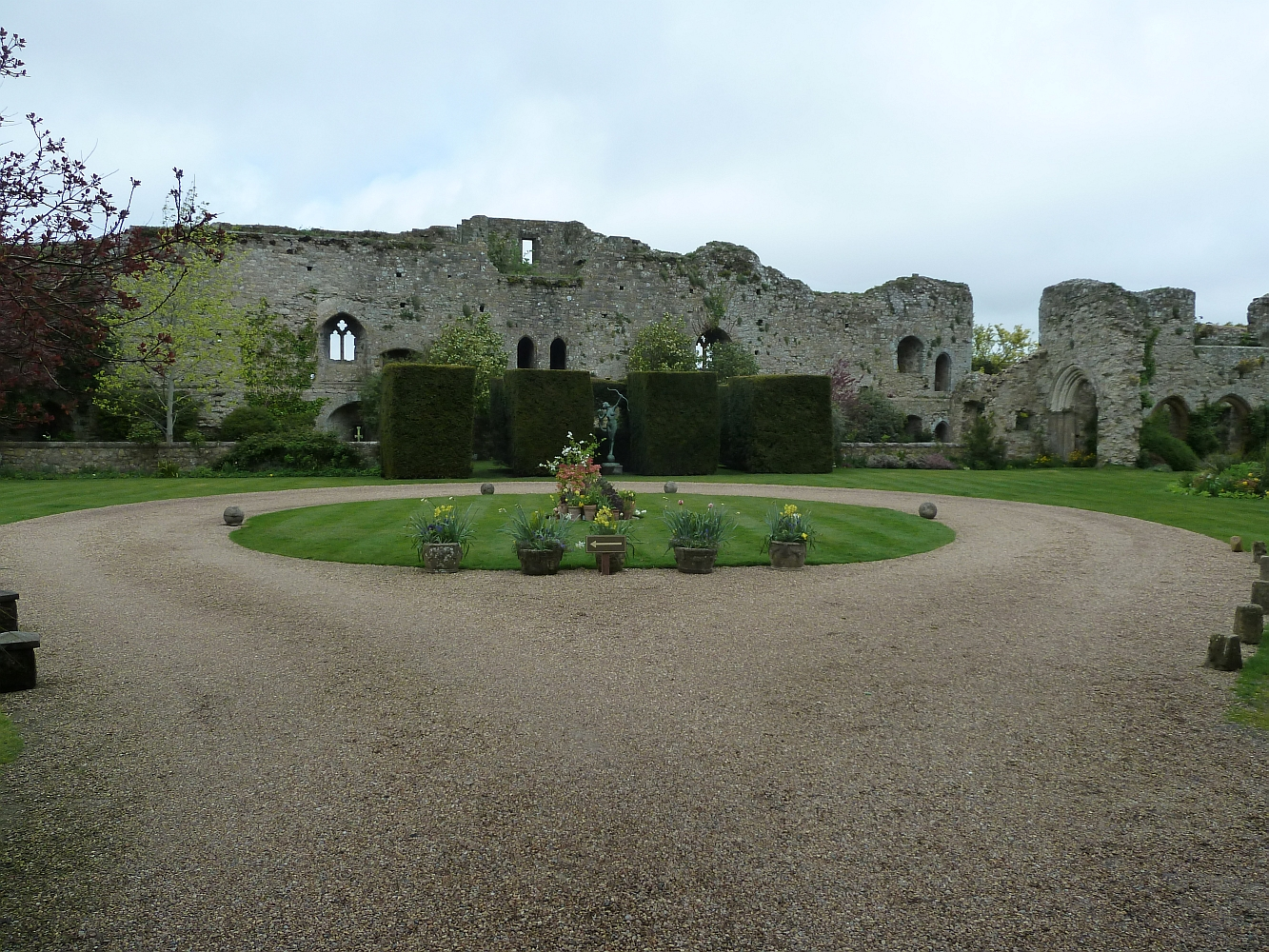
Cortile interno

In origine è stata la casa padronale dei vescovi di Chichester, e la struttura di quel periodo è ancora conservata nell'angolo sud-est del castello che ci è pervenuto. Questo primo nucleo risale al 1140 circa e fu modificato nel 1200 e nel 1330. Il vescovo William Rede ottenne la licenza per porre dei merli sulle facciate nel 1377 e a tale periodo risale la forma del castello recente. Il cantiere per queste modifiche fu aperto nel 1377 e chiuso nel 1382. Il vescovo Sherburn fu l'ultimo vescovo a occupare il castello come sua residenza, e in seguito venne affittato. Le mura superiori sono state restaurate dopo il 1643, in seguito agli smantellamenti voluti dal generale Waller a causa delle simpatie realiste dell'allora
affittuario. Altri significativi interventi strutturali vennero realizzati in particolare nel 1927.

## Descrizione
Il castello di Amberley si trova a ovest del villaggio di Amberley e immediatamente a ovest della chiesa parrocchiale di San Michele. Le parti abitate del monumento sono escluse dalla tutela dei monumenti. Il sito è posto a sud ovest di Horsham nella contea del West Sussex, in Inghilterra. Si tratta di una antica residenza vescovile che ha subito significative modifiche nel corso dei secoli. Ha una pianta a quadrilatero con un angolo sud-est ad angolo retto, originariamente con torri angolari interne di cui sopravvivono solo quella nord-ovest e quella sud-est. Nel muro sud due torri semicircolari sporgenti fiancheggiano il cancello. Il muro di cinta è circondato da un fossato asciutto che è sempre stato privo di ponte levatoio. Una piccola costruzione occupa il sito dove probabilmente si trovava la cappella gentilizia. L'edificio ha muri in pietra squadrata alti 42 piedi, che sui lati nord e ovest poggiano su roccia sabbiosa alta tra 10 e 20 piedi. Le coperture dei tetti sono in tegole di laterizio. All'interno è di particolare interesse la stanza nota come Stanza della Regina che conserva dipinti ad affresco risalenti all'epoca del vescovo Sherburn, che sono stati attribuiti a Lambert (o Theodore) Bernardi di Amsterdam, che giunse in Inghilterra nel 1519 e si dice abbia anche eseguito due grandi dipinti per la cattedrale di Chichester. La scalinata principale risale alla metà del XVII secolo.

## Monumento classificato
Il castello di Amberley dal 15 marzo 1955 viene giudicato un edificio di particolare interesse storico e architettonico in Inghilterra o Galles, classificata come monumento di primo grado.